# Wellington (Teksas)
Wellington je grad u američkoj saveznoj državi Teksas. Prema popisu stanovništva iz 2010. u njemu je živjelo 2.189 stanovnika.